# Lattes
Lattes (okzitanisch Latas) ist eine Stadt und eine Gemeinde mit 17.592 Einwohnern (Stand 1. Januar 2022) im Département Hérault in der Region Okzitanien in Südfrankreich.

## Lage
Die Stadt Lattes liegt am Étang du Méjean etwa 10 km (Fahrtstrecke) südlich von Montpellier am Golfe du Lion. Sie wird vom Fluss Lez durchquert, auf dem die Schifffahrtsmöglichkeit für Sportboote bis Lattes wiederhergestellt wurde.

## Bevölkerungsentwicklung
| Jahr      | 1800 | 1851 | 1901 | 1954 | 1975 | 1999   | 2012   | 2017   |
| --------- | ---- | ---- | ---- | ---- | ---- | ------ | ------ | ------ |
| Einwohner | 204  | 385  | 780  | 1297 | 3963 | 13.768 | 15.719 | 16.564 |

Infolge der relativen Nähe zu Montpellier und den niedrigeren Immobilienpreisen in Lattes ist in den letzten Jahrzehnten ein deutlicher Anstieg der Bevölkerungszahlen zu verzeichnen.

## Wirtschaft
Die Einwohner der Gemeinde lebten jahrhundertelang als Selbstversorger (Getreide, Wein, Gemüse) von der Landwirtschaft und vom Fischfang; die Stadt Montpellier kam wegen ihrer geringen Entfernung als Marktort für Gemüse und Fisch infrage. Weinbau und Fischfang wurden später mehr und mehr vom Gemüseanbau verdrängt; seit den 1960er Jahren spielt der Tourismus eine zunehmend wichtige Rolle im Wirtschaftsleben der Stadt.

## Geschichte

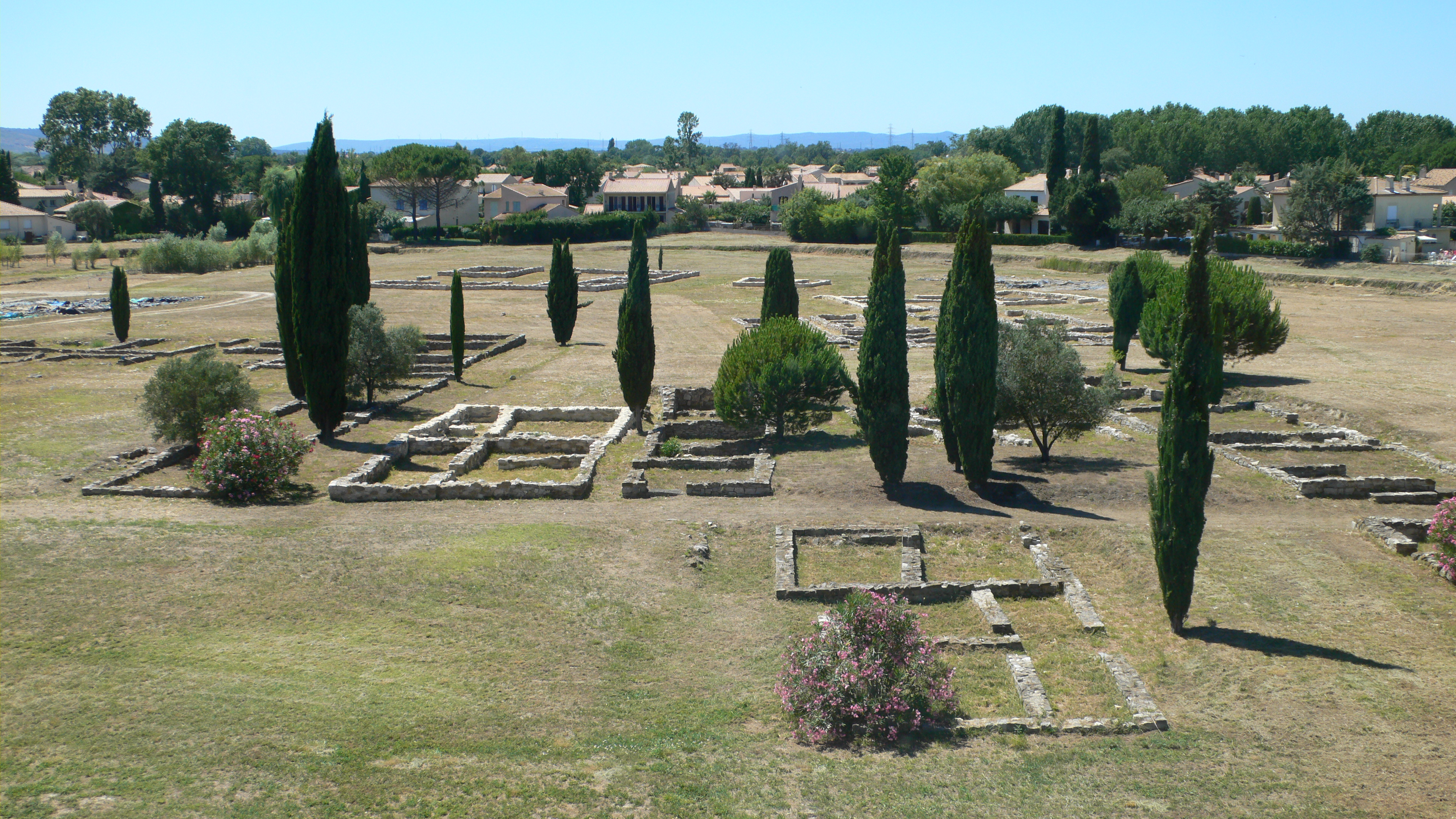
Fundamente des antiken Latara

Die Geschichte der Ansiedlung reicht möglicherweise bis in die etruskische Zeit (7. Jahrhundert v. Chr.) zurück; danach nutzten die Griechen die ehemalige Lagune als weiteren Hafen im westlichen Mittelmeer neben dem ca. 150 km östlich gelegenen Massilia. Auch keltische und vor allem römische Spuren wurden gefunden; auf diese Zeit geht der in antiken Schriftquellen überlieferte Name Latara zurück.
Im Mittelalter fungierte die Ansiedlung als Seehafen von Montpellier; Jacques Cœur, der Finanzminister Karls VII. ließ im 15. Jahrhundert den allmählich versandenden Hafen ausschachten und ausbauen. In den 1960er Jahren siedelten sich viele Rückkehrer aus Algerien hier an.

## Sehenswürdigkeiten

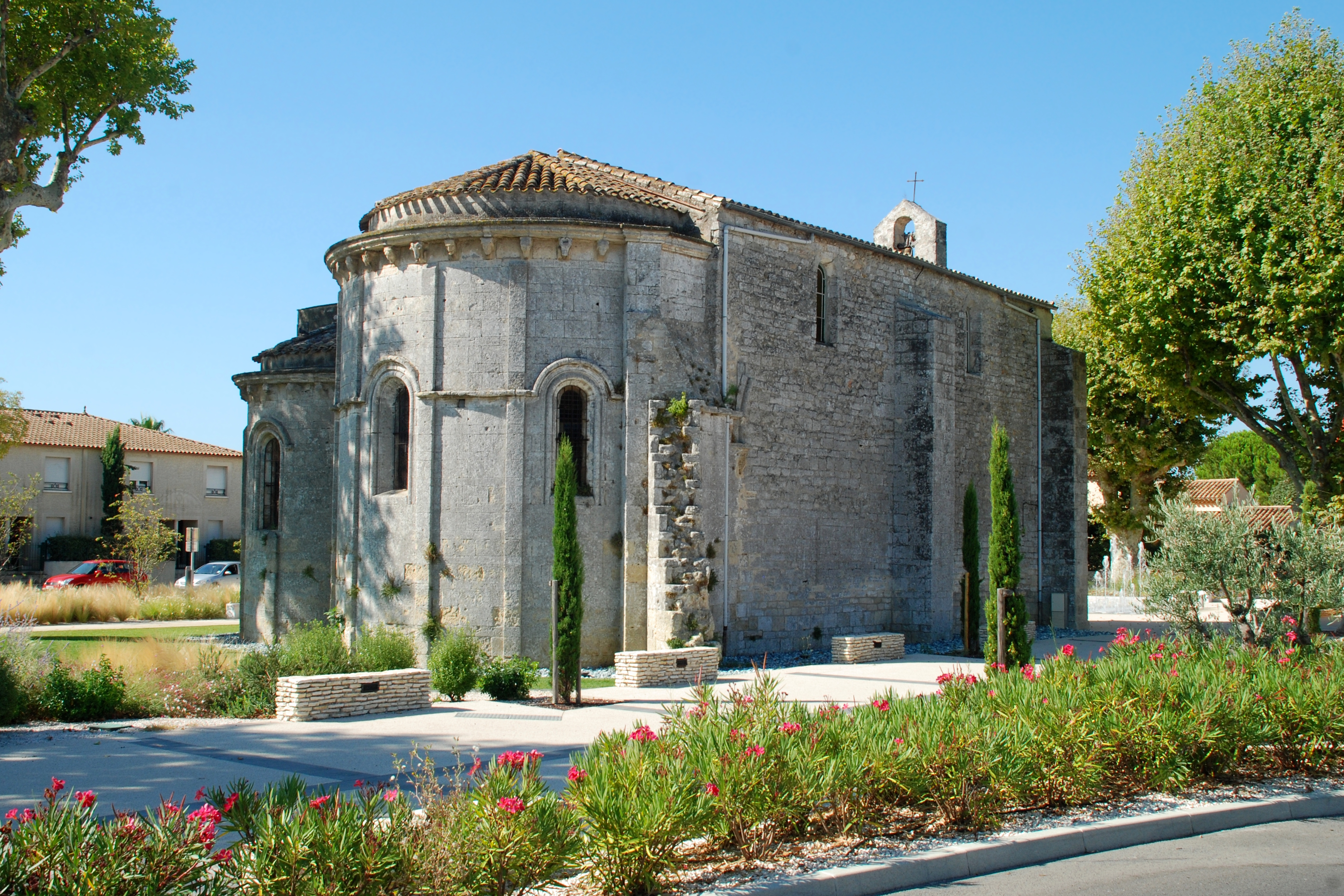
Église Saint-Laurent

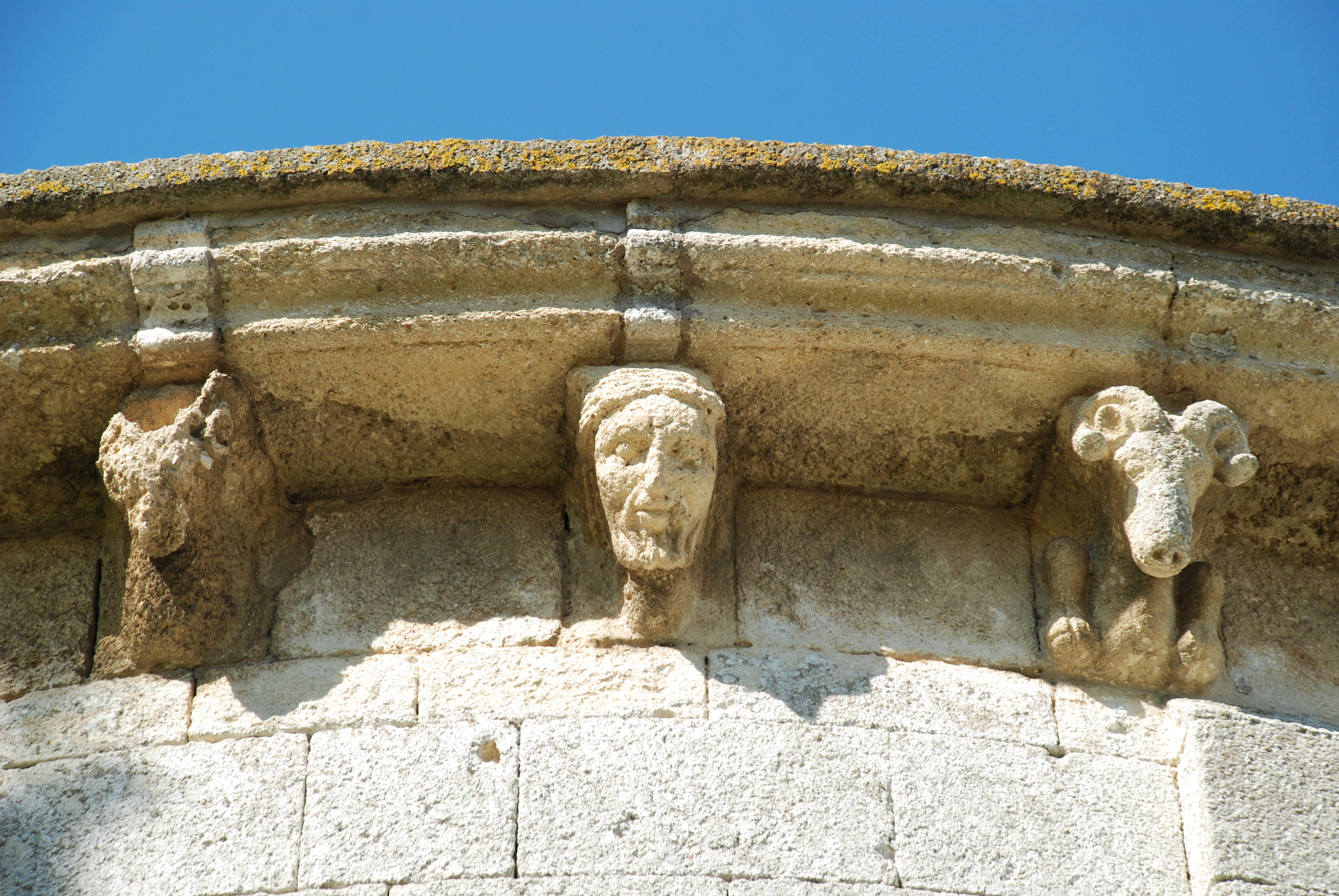
Detail des Konsolenfrieses

- Das Musée archéologique Henri Prades zeigt antike Funde aus Latara und Umgebung (z. B. aus einer Grabung im Dolmen du Lamalou).
- Weitere Ausgrabungen werden seit dem Jahr 2002 im 1,5 km nördlich gelegenen Ortsteil La Céreirède unternommen (→ Weblink).
- Die ehemals dreiapsidiale romanische Kirche Saint-Laurent weist auf die Bedeutung des Ortes im Hochmittelalter hin; sie ist in der Mauerwerkstechnik des opus monspelliensis aus exakt behauenen aber unterschiedlich hohen Steinlagen erbaut. Die mittlere Apsis ist durch senkrechte Lisenen gegliedert, die wiederum durch einen horizontalen Wulst untereinander verbunden und oberhalb der Fenster verkröpft sind; unterhalb der Dachtraufe findet sich ein figürlicher Konsolenfries. Der nördliche Querhausarm mit der dazugehörigen Seitenapsis ist in den Hugenottenkriegen (1562–1598) zerstört worden; die südliche Apsis ist noch erhalten. Beide Außenwände des Langhauses wurden im 17. Jahrhundert aus Bruchsteinen erneuert und eingewölbt. Die ungegliederte und insgesamt äußerst schmucklose Westfassade blieb erhalten und ist – wie die Apsis – in der Mauerwerkstechnik des opus monspelliensis errichtet; über einem Rundfenster befindet sich ein nutzloser Konsolenfries mit zwei gekrönten Häuptern. Der Giebel schließt ab mit einem einfachen Glockengiebel (clocher mur). Das Kirchenschiff ist tonnengewölbt, die Vierung hat ein Kreuzgratgewölbe und die Apsis zeigt die übliche Kalottenwölbung, die jedoch handwerklich perfekt ausgeführt ist; der gesamte Raum ist weitgehend schmucklos. Der Kirchenbau wurde bereits im Jahr 1913 als Monument historique eingestuft.[1]
- Die moderne Pfarrkirche des Ortes (Église Saint-Bernard) ist ein von einer oktogonalen Kuppel überspannter Zentralbau aus der Mitte des 20. Jahrhunderts.